# Lacertinae
Lacertinae — підродина ящірок родини ящіркові (Lacertidae).

## Розповсюдження
Мешкають у Європі, Азії та Африці. В Україні розповсюдження мають дуже широке, майже по всій території країни. Найбільшу кількість виявлено у північних областях - Запорізська обл та  Херсонська обл.

## Підродини та роди
| - Підродина Lacertinae - Рід Acanthodactylus (40 видів) - Рід Adolfus (4 види) - Рід Algyroides (5 видів) - Рід Anatololacerta - Рід Atlantolacerta - Рід Australolacerta (2 види) - Рід Dalmatolacerta - Рід Darevskia (22 види) - Рід Dinarolacerta - Рід Eremias (33 видів) - Рід Gastropholis - Рід Heliobolus - Рід Hellenolacerta - Рід Holaspis - Рід Iberolacerta - Рід Ichnotropis - Рід Iranolacerta | - Підродина Lacertinae - Рід Acanthodactylus (40 видів) - Рід Adolfus (4 види) - Рід Algyroides (5 видів) - Рід Anatololacerta - Рід Atlantolacerta - Рід Australolacerta (2 види) - Рід Dalmatolacerta - Рід Darevskia (22 види) - Рід Dinarolacerta - Рід Eremias (33 видів) - Рід Gastropholis - Рід Heliobolus - Рід Hellenolacerta - Рід Holaspis - Рід Iberolacerta - Рід Ichnotropis - Рід Iranolacerta | - Підродина Lacertinae - Рід Acanthodactylus (40 видів) - Рід Adolfus (4 види) - Рід Algyroides (5 видів) - Рід Anatololacerta - Рід Atlantolacerta - Рід Australolacerta (2 види) - Рід Dalmatolacerta - Рід Darevskia (22 види) - Рід Dinarolacerta - Рід Eremias (33 видів) - Рід Gastropholis - Рід Heliobolus - Рід Hellenolacerta - Рід Holaspis - Рід Iberolacerta - Рід Ichnotropis - Рід Iranolacerta | - - Рід Lacerta (40 видів) - Рід Latastia (10 видів) - Рід Meroles (7 видів) - Рід Mesalina (14 видів) - Рід Nucras (8 видів) - Рід Ophisops (8 видів) - Рід Parvilacerta - Рід Pedioplanis (10 видів) - Рід Philochortus - Рід Phoenicolacerta - Рід Podarcis - Рід Poromera - Рід Pseuderemias - Рід Scapteira - Рід Takydromus (18 видів) - Рід Timon (4 види) - Рід Tropidosaura - Рід Zootoca |